# HarmonyOS NEXT
HarmonyOS NEXT è un sistema operativo distribuito proprietario e un'iterazione di HarmonyOS, sviluppata da Huawei come successore di HarmonyOS. HarmonyOS Next non supporta più le app Android, ma supporta le app di AppGallery o .app (dunque rimosso tutto il supporto a .apk). Non sarà più basato sul Kernel Android ma su Kernel propretario (HarmonyOS Kernel). La prima release interna è stata rilasciata il 4 agosto 2023 e la prima release pubblica è stata rilasciata il 18 gennaio 2024 (queste release sono ancora developer preview).